# Dragon (serie animada)
Dragon es una serie de televisión infantil canadiense/estadounidense, basada en los libros creados por Dav Pilkey.
La serie fue transmitida en Canadá en el año 2004 y se ha transmitido en el canal latinoamericano Boomerang.

## Trama
Narra las aventuras de Dragon, un dragón que vive en su casa cerca de un pueblo y que, en cada episodio, debe resolver un problema distinto que se le presenta.

## Episodios
- El gato de Dragon
- Un amigo para Dragon
- El nuevo hobbie de Dragon
- La mosca de Dragon
- El día feriado
- Limpieza de primavera
- La hora de dormir